# Фильм, фильм, фильм
«Фильм, фильм, фильм» — советский рисованный мультфильм 1968 года режиссёра Фёдора Хитрука — пародия на то, «как делаются фильмы», остроумно раскрывающая «кухню» кинопроизводства.

## Сюжет
В начале мультфильма сценарист пытается написать сценарий, но безуспешно. В порыве отчаяния он собирается укуриться до смерти, но тут на него в буквальном смысле снисходит муза вдохновения. В это время в кабинет заходит режиссёр, который после прочтения сценария с воодушевлением нахваливает работу и берётся по нему снимать фильм.
Оба героя начинают бегать по Госкино для одобрения сценария. Ценой неимоверных усилий режиссёра, то сокращающего текст, то, наоборот, добавляющего его обратно, начальство утверждает сценарий. В киностудии собирается команда из художника, оператора, композитора, звукооператора, помощника режиссёра, актёров, рабочих и других, в то время как сценарист остаётся в центре города.
Далее идёт процесс съёмок. Героям мультфильма мешают различные неприятности — то отсутствие нужного реквизита, то плохая погода, то непонимание актёром роли, то превышение бюджета. В довершение всего, уже отснятую финальную сцену фильма начальство бракует как «слишком мрачную». Концовку срочно переснимают. Фильм снят, смонтирован. На премьере после успеха картины вся съёмочная группа под аплодисменты пришедших на премьеру зрителей плачет от счастья.

## Над фильмом работали
- Авторы сценария: Владимир Голованов, Фёдор Хитрук
- Режиссёр: Фёдор Хитрук
- Художник-постановщик: Владимир Зуйков
- Ассистент художника-постановщика: Эдуард Назаров
- Композиторы: Александр Зацепин, Евгений Крылатов
- Оператор: Борис Котов
- Звукооператор: Георгий Мартынюк
- Редактор: Аркадий Снесарев
- Монтажёр: Нина Майорова
- Ассистент режиссёра: Татьяна Домбровская
- Ассистент оператора: М. Сухоцкая
- Художники-мультипликаторы: Геннадий Сокольский, Виолетта Колесникова, Игорь Подгорский, Мария Мотрук, Марина Восканьянц, Леонид Каюков
- Художники: Валентина Гилярова, О. Воробьёва, Татьяна Казанцева, София Митрофанова, Наталья Таннер, Алексей Соловьёв, Татьяна Сокольская
- Роли озвучивали:
  - Алексей Полевой — сценарист
  - Георгий Вицин — режиссёр
- Песенку «Фильм, фильм» исполняет советская рок-группа «Сокол»
- Директор картины: Анна Зорина

Для исполнения песни в мультфильме были задействованы две группы: на инструментальную часть в исполнении группы «Сокол» был наложен вокал в исполнении В. Витебского, Л. Бергера и Вячеслава Добрынина из ВИА «Орфей». В титрах был указан только ВИА «Сокол».

## Награды
- Почётный диплом шестого мультфестиваля короткометражных фильмов в Кракове, Польша, 1969
- Приз мультфестиваля короткометражных фильмов в Тампере, Финляндия, 1970
- Премия за лучший короткометражный фильм Международного кинофестиваля в Коломбо, Шри-Ланка, 1973
- Серебряная медаль второго мультфестиваля анимационных фильмов в Нью-Йорке, США, 1973
- Государственная премия СССР, 1976[3]

## Интервью
Цитата из интервью с Фёдором Хитруком:

- Вопрос: А потом вы посмеялись над собой и всеми в пародии «Фильм, фильм, фильм»…
- Ответ: Ох, самый тяжёлый был фильм.
- Вопрос: А прототипы?
- Ответ: Иной раз мы искали прототипы. К примеру, в «Фильме…» все полагают, что «режиссёр» — пародия на Эйзенштейна. Потом я каждый раз вынужден был оправдываться перед публикой, мол, не имел в виду… Эйзенштейн был для меня иконой, на уме был совсем другой — Рошаль. И внешне, и по взрывному темпераменту.